# Bosco di Rudina
Bosco di Rudina este o arie protejată (arie specială de conservare — SAC, sit de importanță comunitară — SCI) din Italia întinsă pe o suprafață de 213 ha, integral pe uscat.

## Localizare
Centrul sitului Bosco di Rudina este situat la coordonatele 38°02′48″N 16°04′45″E / 38.046667°N 16.079167°E.

## Înființare
Situl Bosco di Rudina a fost declarat sit de importanță comunitară în septembrie 1995 pentru a proteja 4 specii de animale. Situl a fost protejat și ca arie specială de conservare în iunie 2017.

## Biodiversitate
Situată în ecoregiunea mediteraneană, aria protejată conține 3 habitate naturale: Păduri de Quercus ilex și Quercus rotundifolia, Păduri de stejar alb estice, Tufărișuri termo-mediteraneene și de pre-deșert.
La baza desemnării sitului se află mai multe specii protejate de  păsări (4): caprimulg (Caprimulgus europaeus), erete de stuf (Circus aeruginosus), gaia neagră (Milvus migrans), viespar (Pernis apivorus).
Pe lângă speciile protejate, pe teritoriul sitului au mai fost identificate 19 specii de plante, 4 specii de amfibieni, 1 specie de nevertebrate, 3 specii de reptile.